# Aurangzeb

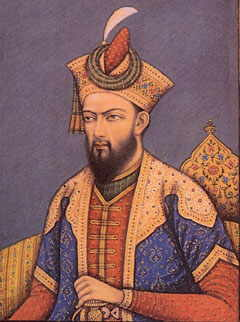
El emperador Aurangzeb al principio de su reinado.

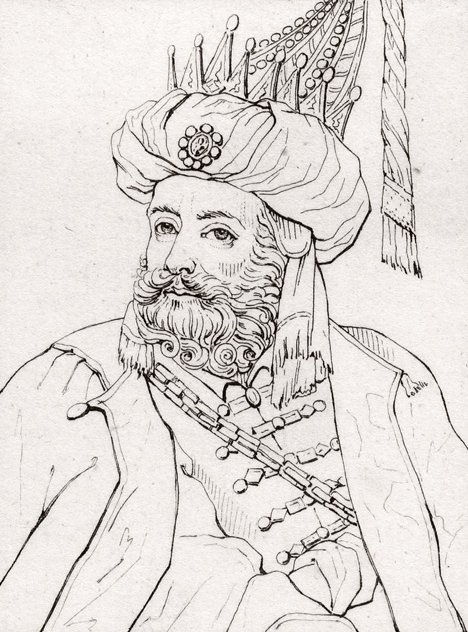
El emperador Aurangzeb.

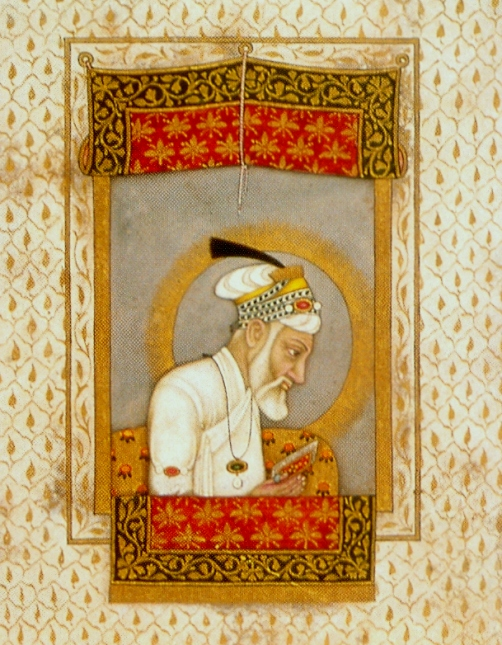
El emperador Aurangzeb leyendo el Corán.

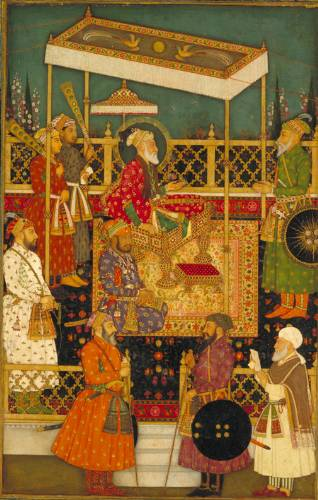
El emperador Aurangzeb recibe al príncipe Mu'azzam (pintura de 1707 a 1712). Esta pintura proviene de un álbum compilado por Shuja al-Dawla, un nawab de Oudh, fue producido al final del periodo de grandeza de los mogules.

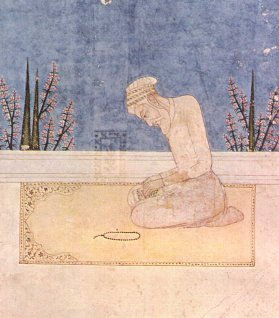
Un anciano emperador Aurangzeb en oración.

Abu Muzaffar Muhiuddin Muhammad Aurangzeb Alamgir (3 de noviembre de 1618-3 de marzo de 1707), cuyo nombre de reinado fue Alamgir I,pero es universalmente conocido por el de Aurangzeb, fue el 6.º emperador mogol de la India entre 1658 y su muerte, y está considerado como el último de los llamados "grandes mogoles". Es también una de las figuras más controvertidas de la historia de la India.
Al contrario que sus predecesores, Aurangzeb llevó una vida cruel y sanguinaria. Su estricta adhesión al islam y la Sharia (la ley islámica) fueron los pilares de su reinado. Abandonó la tolerancia religiosa de sus predecesores y, durante su reinado, se destruyeron numerosos templos hinduistas y muchos indios, presionados, se convirtieron al islam.
Aurangzeb usó la estrategia militar para expandir y consolidar el imperio mogol, pero a un precio muy alto. Su gobierno provocó numerosas revueltas que reprimió durante toda su vida pero que estallaron y cambiaron por completo la India. 

## Título imperial completo
Al-Sultan al-Azam wal Khaqan al-Mukarram Hazrat Abul Muzaffar Muhy-ud-Din Muhammad Aurangzeb Bahadur Alamgir I, Badshah Ghazi, Shahanshah-e-Sultanat-ul-Hindiyyah Wal Mughaliyyah

## Primeros años
Aurangzeb era el tercer hijo del emperador Sha Jahan (el constructor del Taj Mahal).
Su hermano mayor, Dara Shikoh, era el heredero mientras que Aurangzeb ocupaba el tercer puesto en la línea sucesoria. Su padre le nombró gobernador de Decán, cargo que ostentó entre 1636 y 1644; posteriormente fue gobernador de Guyarat (1645) y Afganistán en 1647 con el encargo de recuperar la ciudad de Kandahar, encargo que no consiguió cumplir. Tras este fracaso, recuperó su cargo de gobernador de Decán y se instaló en la ciudad de Khidki. Sus hermanos mayores, Shuja y Murad, eran en esa época gobernadores de Bengala y Guyarat.
En 1657, el emperador Sha Jahan cayó enfermo; Aurangzeb atacó a su hermano mayor (el sucesor) mientras sus otros hermanos declararon su independencia y se proclamaron emperadores de sus respectivas provincias. La lucha continuó con enfrentamientos internos. Aurangzeb encerró a su padre en el fuerte de Agra, encierro que duró nueve años, hasta la muerte del antiguo emperador (en 1666). Aurangzeb ordenó también la ejecución de sus hermanos, Murad y Dara Shikoh. Tan solo Shuja consiguió huir hasta la jungla de la actual Birmania donde desaparece su rastro histórico.
Finalmente el 31 de julio de 1658, Aurangzeb se instaló sobre el trono del pavo real, símbolo del poder mogol.

## Reinado y expansión del imperio
Desde los inicios de su reinado hasta su muerte. Aurangzeb estuvo envuelto en constantes conflictos bélicos. Organizó un potente ejército e inició un programa militar para conseguir expandir los límites de su imperio. Al noroeste sus fronteras llegaron hasta el Panyab y hasta el actual Afganistán. También marchó hacia el sur, conquistando Bijapur y Golconda, antiguos enemigos.
Pero la combinación de expansión militar e intolerancia política tuvieron consecuencias. Triunfó en su deseo de ampliar el control mogol, aunque esta expansión tuvo un enorme coste en términos económicos y de vidas humanas. Al mismo tiempo que expandía su imperio el sistema de gobierno se iba debilitando.
Los sijes de Panyab crecieron en fuerza y número, crearon la Khalsa y se rebelaron contra las tropas de Aurangzeb. Con la caída de los reinos musulmanes de Golconda y Bijapur, los hindúes se unieron para unificarse con la confederación maratha.
Durante los últimos 20 años de su vida, Aurangzeb estuvo en constantes batallas en el Decán, con un coste enorme.

## Decadencia
A diferencia de sus predecesores, Aurangzeb no fue un gran constructor. Dejó un modesto mausoleo para su primera esposa en Aurangabad, una pequeña copia del Taj Mahal. En comparación con la obra de su padre, el mausoleo construido por Aurangzeb, está construido con materiales modestos y tiene una decoración muy poco cuidada, síntoma de la decadencia que el arte mogol sufrió durante su reinado.
Aurangzeb es el único de los grandes mogoles que no está enterrado en un mausoleo. De acuerdo con sus creencias y su vida austera, está enterrado en una tumba, a cielo abierto, cerca de Aurangabad. A su muerte fue sucedido por su hijo Bahadur Shah. Pero Aurangzeb había minado la unidad que sus antecesores habían construido en la India, inició la decadencia de su dinastía y preparó el terreno para la posterior colonización británica.
La riqueza y poder mogoles y por lo tanto el patronazgo artístico habían llegado a la cima durante los reinados de Akbar (que reinó entre 1556 y 1605), Jahangir (que reinó entre 1605y 1627), Shah Jahan (r. 1628-1657), y Awrangzib (r. 1658-1707). Luego, en 1739, el rey persa Nadir Shah saqueó Delhi, llevándose a Irán todas las riquezas de los mogoles: sus bibliotecas, tesoros e incluso el fabuloso Trono de Pavo Real. De este golpe psicológico los mogoles nunca se pudieron recuperar.

## Los templos hinduistas
El aspecto más controvertido del reinado de Aurangzeb es la desacralización y destrucción de numerosos templos hinduistas.
Durante su reinado cientos, tal vez miles de templos fueron desacralizados: las fachadas y los interiores fueron desfigurados; los ídolos y dioses saqueados. En muchos casos los templos se destruyeron por completo. Numerosas mezquitas se construyeron en el lugar en el que se encontraban los templos hinduistas, a veces utilizando en su construcción las mismas piedras del templo. Entre los templos destruidos durante el reinado de Aurangzeb están dos de los más sagrados para los hinduistas: el de Benarés y el de Mathurā. En ambos casos, los templos fueron sustituidos por mezquitas.

## Legado
Sus críticos sostienen que su crueldad y fanatismo religioso lo hicieron inadecuado para gobernar la población mixta de su imperio.  Algunos críticos afirman que la persecución de chiíes, sufíes y no musulmanes para imponer las prácticas del estado islámico ortodoxo, como la imposición de la sharia y el impuesto religioso jizya a los no musulmanes, la duplicación de los derechos de aduana a los hindúes mientras se abolía para los musulmanes, las ejecuciones de musulmanes y no musulmanes por igual y la destrucción de templos acabaron provocando numerosas rebeliones. G. N. Moin Shakir y Sarma Festschrift sostienen que a menudo utilizó la oposición política como pretexto para la persecución religiosa, y que, como resultado, grupos de Jats, Marathas, Sikhs, Satnamis y Pastunes se levantaron contra él.

### Perspectiva contemporánea
En Pakistán, el autor Haroon Khalid escribe que "Aurangzeb se presenta como un héroe que luchó y expandió las fronteras del imperio islámico" y "se imagina como un verdadero creyente que eliminó las prácticas corruptas de la religión y la corte, y volvió a purificar el imperio"." El académico Munis Faruqui también opina que el "Estado pakistaní y sus aliados en los establecimientos religiosos y políticos lo incluyen en el panteón de los héroes musulmanes premodernos, especialmente alabándolo por su militarismo, su piedad personal y su aparente disposición a acomodar la moral islámica dentro de los objetivos del Estado".
Muhammad Iqbal, considerado el fundador espiritual de Pakistán, lo comparó favorablemente con el profeta Abraham por su guerra contra el Din-i Ilahi de Akbar y la idolatría, mientras que Iqbal Singh Sevea, en su libro sobre la filosofía política del pensador, dice que "Iqbal consideraba que la vida y las actividades de Aurangzeb constituían el punto de partida del nacionalidad musulmana en la India. " Maulana Shabbir Ahmad Usmani, en su oración fúnebre, aclamó a M.A. Jinnah, el fundador de Pakistán, como el mayor musulmán desde Aurangzeb. El presidente Zia-ul-Haq, conocido por su impulso de Islamización, ha sido descrito como "un descendiente conceptual de Aurangzeb".
Más allá de las apreciaciones individuales, Aurangzeb es seminal para la autoconciencia nacional de Pakistán, ya que la historiadora Ayesha Jalal, al referirse a la controversia sobre los libros de texto pakistaníes, menciona el libro de M. D. Zafar A Text Book of Pakistan Studies, donde se puede leer que, bajo Aurangzeb, "el espíritu pakistaní cobró fuerza", mientras que su muerte "debilitó el espíritu pakistaní. " Otro historiador de Pakistán, Mubarak Ali, también examina los libros de texto, y aunque señala que Akbar "es convenientemente ignorado y no se menciona en ningún libro de texto escolar desde la primera clase hasta la matrícula", lo contrasta con Aurangzeb, que "aparece en diferentes libros de texto de estudios sociales y de lengua urdu como un musulmán ortodoxo y piadoso que copia el Sagrado Corán y cose gorros para ganarse la vida. "
Esta imagen de Aurangzeb no se limita a la historiografía oficial de Pakistán. La historiadora Audrey Truschke señala que el BJP y otros nacionalistas hindúes lo consideran un fanático musulmán. Nehru afirmó que, debido a su inversión del sincretismo cultural y religioso de los anteriores emperadores mogoles, Aurangzeb actuó "más como un musulmán que como un gobernante indio".